# Tres Bocas 1.ª Sección
Tres Bocas 1.ª Sección es una localidad del municipio de Huimanguillo ubicado en la subregión de la Chontalpa del estado mexicano de Tabasco.

## Geografía
La localidad de Tres Bocas 1.ª Sección se sitúa en las coordenadas geográficas 17°56′23″N 93°52′32″O / 17.939722, -93.875556, a una elevación de 9 metros sobre el nivel del mar.

## Demografía
Según el Conteo de Población y Vivienda 2020, efectuado por el Instituto Nacional de Estadística y Geografía, la localidad de Tres Bocas 1.ª Sección tiene 1,164 habitantes, de los cuales 537 son del sexo masculino y 627 del sexo femenino. Su tasa de fecundidad es de 2.56 hijos por mujer y tiene 308 viviendas particulares habitadas.
| Gráfica de evolución demográfica de Tres Bocas 1.ª Sección entre 1910 y 2020 |
|                                                                              |
| INEGI.                                                                       |